# La Mary
La Mary es una película argentina de suspenso y melodrama de 1974 dirigida por Daniel Tinayre y protagonizada por Susana Giménez y Carlos Monzón.Los actores Olga Zubarry, Juan José Camero, Alberto Argibay, María Rosa Gallo, Dora Baret y Leonor Manso completan el elenco principal. Está basada en la novela La Mary y el fiscal de Emilio Perina y adaptada por José A. Martínez Suárez en colaboración de Augusto Giustozzi "Gius".
Carlos Monzón era un boxeador famoso, pero no un actor, y sus deficiencias en la locución forzaron a los productores a contratar a un profesional, Luis Medina Castro, para doblar su voz. Se estrenó el 8 de agosto de 1974. Actualmente es considerada como una película de culto.
La película está ambientada en la década de 1940 y se centra en Mary (Giménez), una joven de un barrio obrero de Buenos Aires que tiene fama de predecir el futuro. Se casa con Cholo (Monzón) y su apasionada relación está marcada por el enfrentamiento entre la castidad de Mary y el deseo sexual de Cholo. La tensión surge cuando Mary comienza a predecir una serie de muertes.
La Mary fue un éxito de taquilla y generó controversia debido a su temática, tanto que la Triple A amenazó con matar a todo el elenco, acusándolos de "ofensa contra la moral y las buenas costumbres". La película también es notable por el desarrollo de una relación romántica entre Giménez y Monzón durante su producción, una relación que sería turbulenta y atrajo la atención de los medios en los años siguientes.

## Argumento
Hacia 1930, Evaristo, un humilde trabajador que vive cerca del Riachuelo, en Buenos Aires, se prepara para ir al trabajo con dos compañeros. Su hijita Mary lo llama desde su cama; la niña tiene fiebre y esto fuerza a Evaristo a volver. El tranvía que los tres trabajadores perdieron cae al Riachuelo y mueren casi todos los pasajeros. Por este y otros episodios, Mary se gana la reputación de que puede adivinar el futuro.
Hacia 1940, Mary es ya una joven muy alegre pero muy casta. Una tarde, en un autobús, ve a un joven que le sonríe. Cuando Mary se baja, el hombre la sigue para saber dónde vive. Esa noche Mary le dice a Evaristo que ya eligió marido, pero que no sabe ni el nombre ni dónde vive.
Rosita, una amiga de Mary, anuncia que se casa. Durante la fiesta, Tito, un farmacéutico amigo, le revela a Mary que Rosita se casa porque está embarazada, y que un aborto era demasiado peligroso. Al oír la palabra «aborto», Mary tiene una reacción de rechazo, se marea y huye de la fiesta. Mary se pone histérica. «Son todas unas putas… todo es una mierda», le grita a Tito.
Ese verano, Mary se reencuentra con el hombre del autobús, Cholo, que trabaja en un frigorífico con sus hermanos y cuñado y es además un boxeador. Mary lo invita a su casa y rápidamente entablan un noviazgo. La noche de año nuevo, Mary conoce a la familia de Cholo: la madre (viuda) Doña América, el hermano Raúl y su esposa Sofía, el hermano Héctor y su esposa Luisa, y la hermana Claudia y su esposo Ariel. Ante el pedido de Mary, Cholo abandona el boxeo.
Cholo y Mary se expresan el amor de manera muy apasionada. Cholo intenta consumar la relación, pero Mary le dice que ella se va a casar virgen y, ante el forcejeo de Cholo, ella lo rechaza. A los 5 días se reconcilian y al poco tiempo planean la boda. El día de la boda civil Mary anuncia que va a permanecer virgen hasta la boda religiosa, dos días más tarde. Una vez más el Cholo intenta forzarla pero Mary lo rechaza muy violentamente. Tras la boda religiosa, Cholo y Mary tienen una apasionada noche de bodas en un hotel de Buenos Aires y consuman la relación.
Sofía, cuñada de Cholo y concuñada de Mary, anuncia con preocupación que está embarazada. El parto anterior tuvo complicaciones, y Sofía teme lo que ocurrirá si decide continuar con la gestación. Mary declara que “es preferible sacrificar la vida de una antes que matar una criatura… es muy peligroso jugar con el destino”. Sofía decide hacerse un aborto, pero muere como resultado de la intervención. Cuando Mary se entera, tiene otra reacción violenta y repite: “Son todos una mierda.” Después del entierro, Mary declara que Sofía se mereció lo que le pasó, pero luego decide ayudar a criar los hijos de Sofía y respetar su memoria. Claudia, hermana de Cholo, dice que Mary le profetizó la muerte a Sofía, pero Mary dice que ella solamente la aconsejó.
Seis meses después de enviudar, Raúl, hermano de Cholo, empieza una relación con una viuda. Mary se entera y acusa a Raúl de profanar la memoria de Sofía. Ariel, marido de Claudia y cuñado de Cholo, defiende el noviazgo de Raúl. Mary le dice a Ariel: “Me gustaría saber qué pensarías si vos te morís y la Claudia se busca otro.” Claudia, que cree que Mary es una profetisa, le ordena que se calle. Mary empieza a alejarse de Cholo y le pide que abandone el negocio que tiene con sus hermanos.
Mary se convierte en una mujer cada vez más triste y huraña. Cholo consigue un día libre. En el día que Ariel reemplaza a Cholo, ocurre un accidente con el camión de reparto y Ariel muere. Cuando Mary va a velatorio, Claudia la expulsa y dejan de hablarse.
La “profecía” de Mary sigue cumpliéndose: Con Ariel muerto, Claudia consigue novio y planea volverse a casar. Mary aumenta su depresión, rechaza a la familia de Cholo, y empieza a vestir luto. Solo Luisa, también cuñada de Cholo, visita a Mary, pero Mary profetiza la muerte de Luisa y luego la muerte de ella misma. Así Mary imagina la muerte sucesiva de todos los hijos políticos de Doña América. El rechazo que Mary siente contra la familia política afecta su relación con Cholo. Mary tiene pesadillas, sufre depresión y se aísla del mundo.
Cuando Luisa se enferma con una intoxicación, Mary pierde el juicio. Dice que es el destino que Luisa, y luego ella misma, mueran. Luisa se repone, pero Mary duerme cuando Cholo vuelve y no se entera de la buena noticia. Cuando Cholo se duerme, Mary se levanta, se desnuda, se pone el vestido de bodas y toma un cuchillo. Mary se dirige a la alcoba y mata a Cholo apuñalándolo en el corazón.

## Elenco

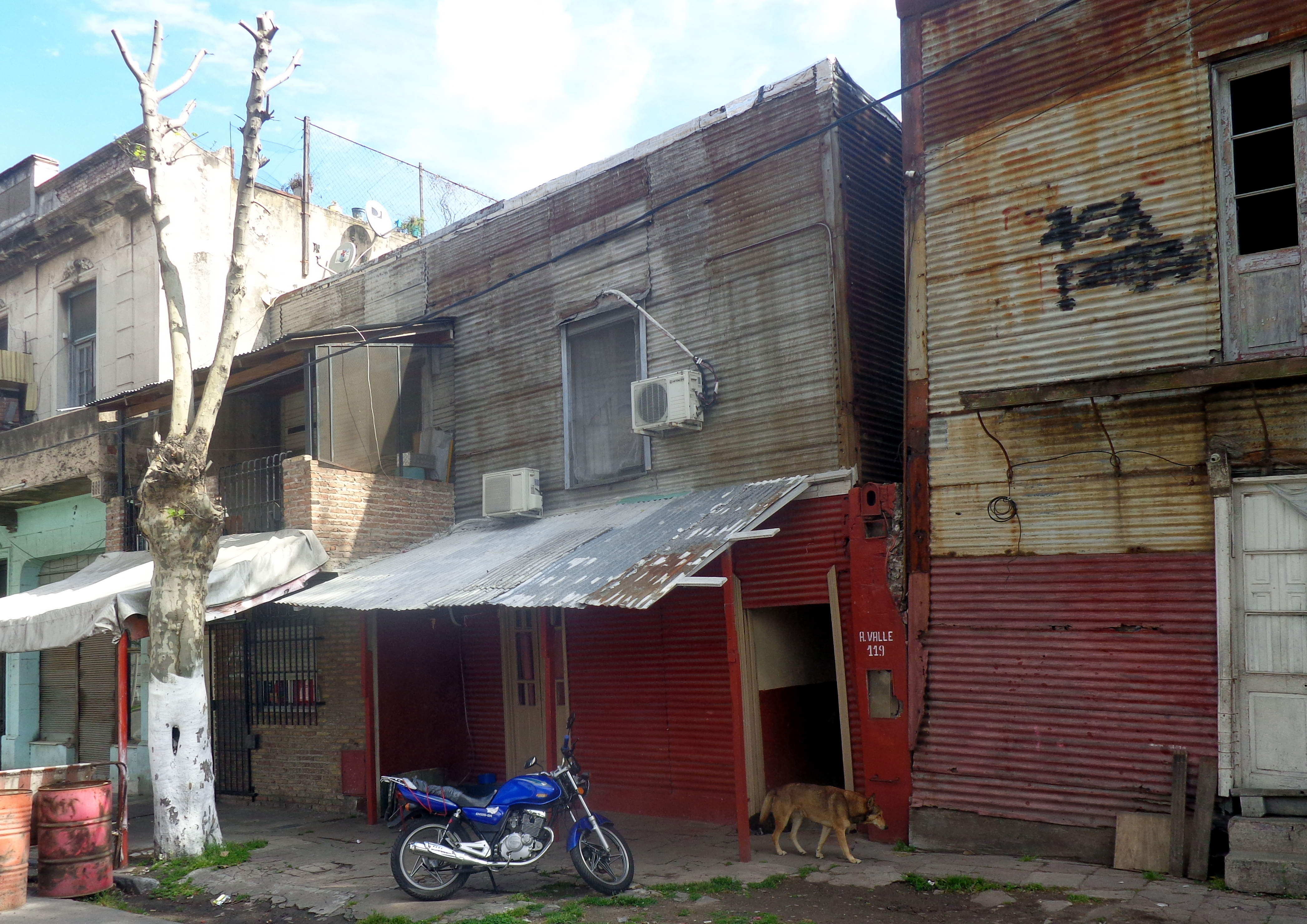
Casa en Argentino Valle 119, Isla Maciel, donde se filmó parte de la película.

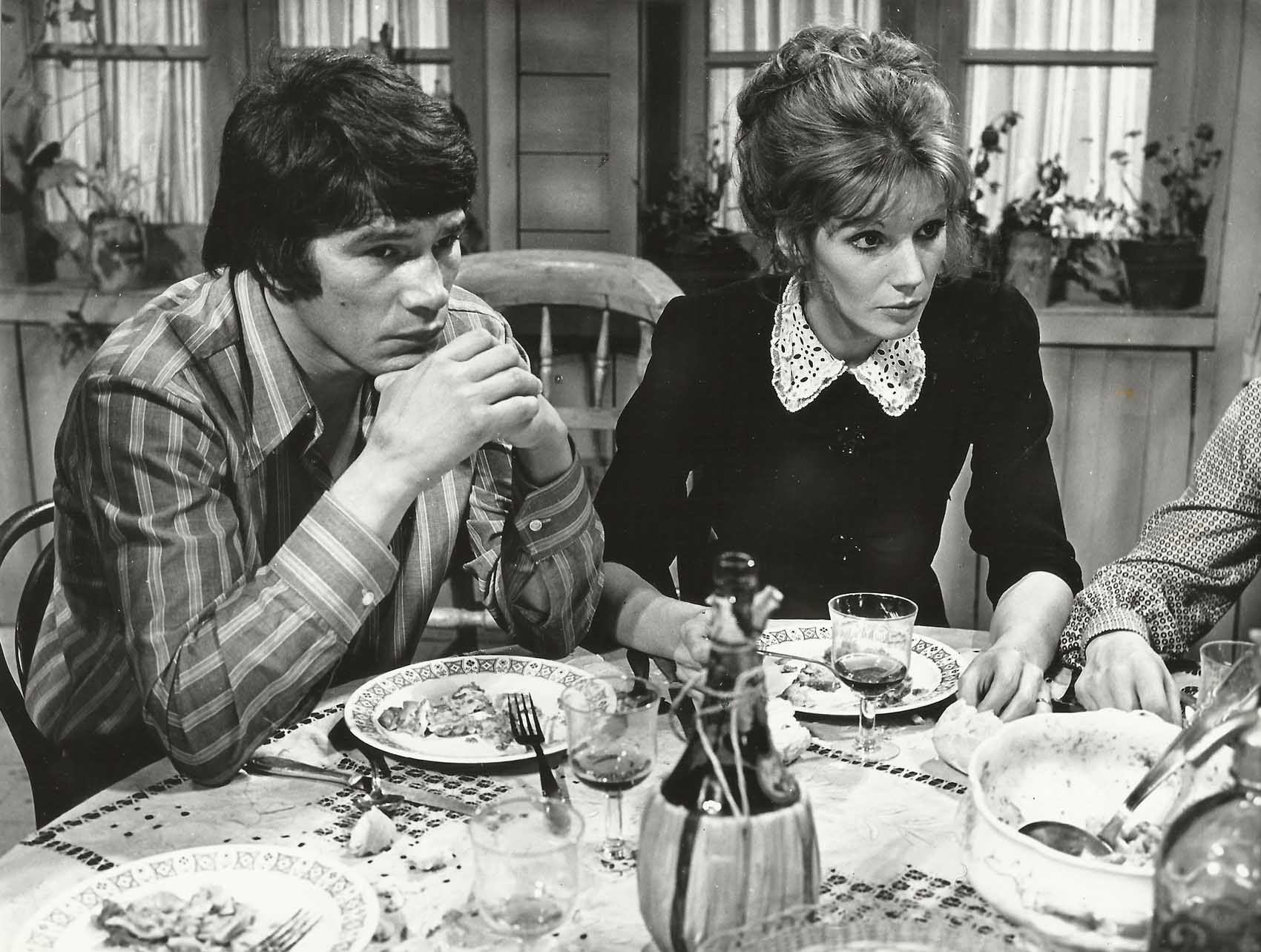
Susana Giménez y Carlos Monzón en una escena de la película.

### Protagonistas
- Susana Giménez como «Mary».
- Carlos Monzón como «Cholo».

### Coprotagonistas
- Olga Zubarry como Claudia.
- Alberto Argibay como Raúl.
- Juan José Camero como Héctor
- María Rosa Gallo como Doña Consuelo.
- Dora Baret como Sofía.
- Leonor Manso como Luisa.
- Teresa Blasco como Carmen
- Antonio Grimau como Tito.
- Juana Hidalgo como Rosita.
- Ubaldo Martínez como Don Evaristo.
- Jorge Rivera López como Ariel.

### Actores secundarios
- Guillermo Battaglia como el doctor que atiende a Luisa
- Susy Kent
- Golde Flami
- Hilda Suárez
- Carmen Llambi
- Alfredo Iglesias como el cura
- Oscar Valicelli
- Ernesto Báez
- Hilda Bernard (voz de radioteatro)
- Dora Ferreiro

### Actores de reparto
- Luis Corradi
- Silvia López
- Jorge Sassi
- Oscar Visconti
- Isidro Fernán Valdez
- Mónica Galán
- Jorge Velurtas
- Miguel Ángel Solá como Alberto.
- Alejandra Lauría
- Mercela Broner
- Eva Vimo

### Elenco infantil
- Gabriela Toscano como Mary (niña).
- Rubén Fonseca
- Verónica Varano
- Ariel Varano
- Rodrigo Brunori
- Liliana Simoni

## Restauración

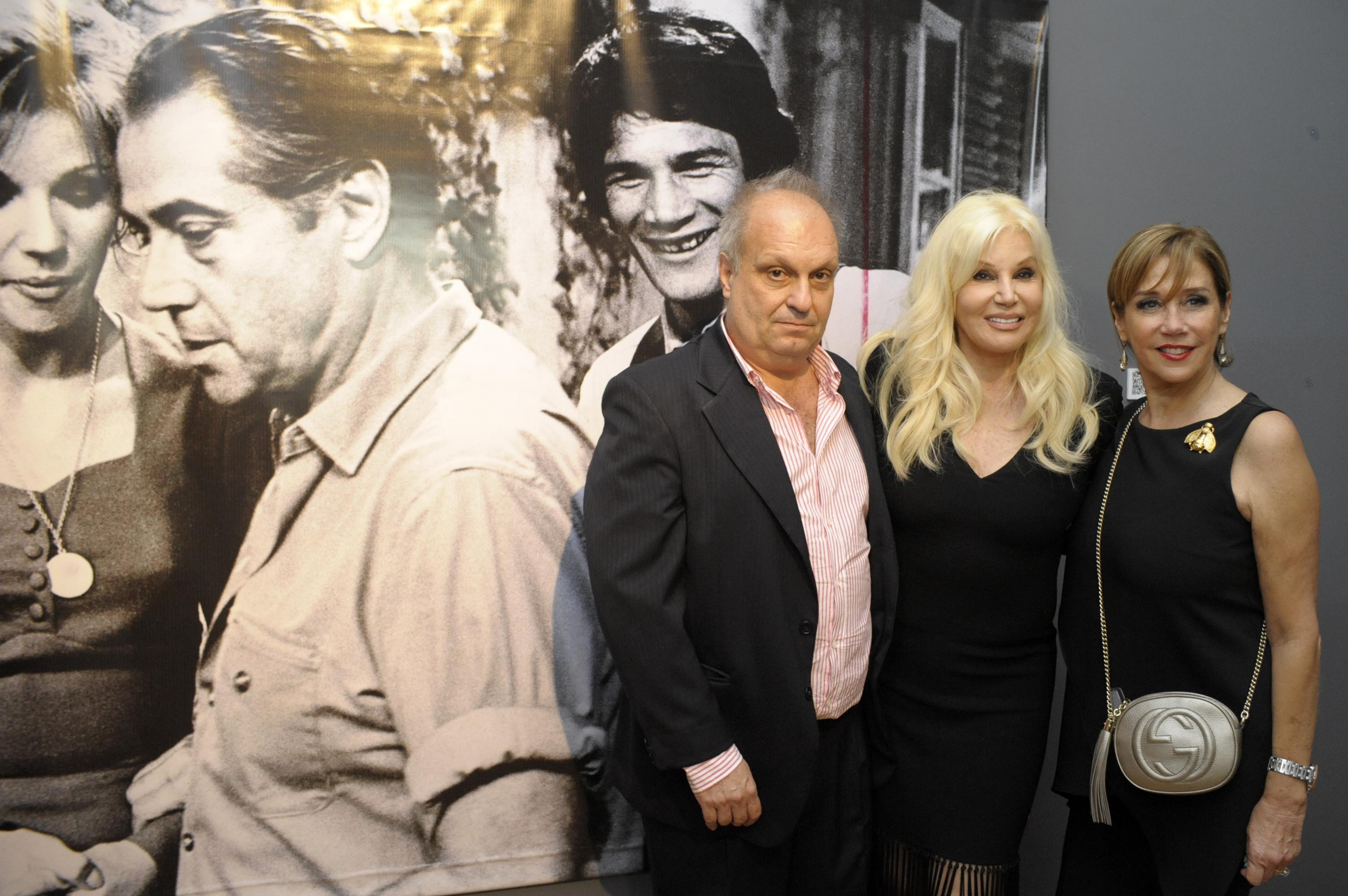
Hernán Lombardi, Susana Giménez y Marcela Tinayre, hija del director, en el Museo del Cine "Pablo C. Ducrós Hicken", 20 de octubre de 2014.

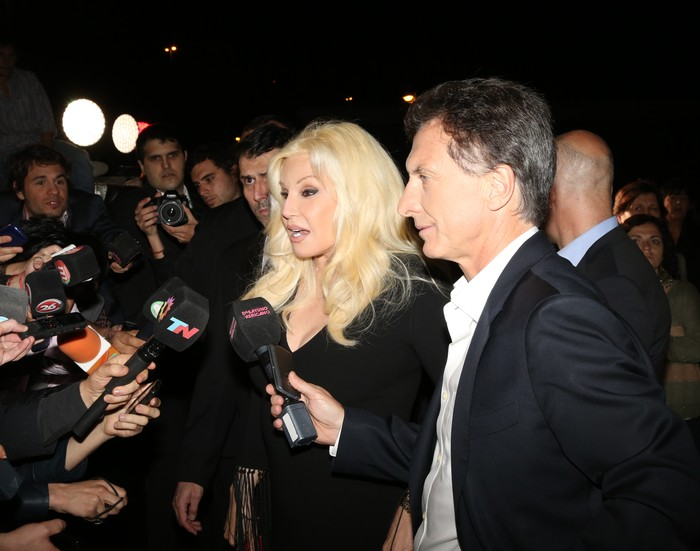
Susana Giménez junto al expresidente de Argentina, Mauricio Macri en el reestreno del filme (2014).

En 2013 el estudio Cinema Gotika anunció la tarea de restauración digital, cuadro por cuadro, que fue proyectada en 2014. La nueva versión capta en alta definición el color del filme original, nuevo sonido Surround 5.1 (que no existía en el original), y extendió su duración a 107 minutos. Para la reconstrucción de la banda de sonido se contó con la ayuda del creador de la música original, Luis María Serra.

## Libro
En el año 2014, junto a su reestreno, la editorial OLMO Ediciones relanzó la novela original que inspiró la película en una edición de lujo con imágenes del film y datos sobre la restauración.

## Inteligencia artificial
En diciembre de 2024, en un programa televisivo de Susana Giménez, el personaje de La Mary fue reconstruido con inteligencia artificial; así, la diva de 80 años compartió una entrevista en el living con su propio personaje 50 años más joven.

## Reconocimiento
- La película fue homenajeada tras cumplir cincuenta años desde su estreno en los Premios Martín Fierro de Cine otorgados por APTRA en octubre de 2024. Susana Giménez recibió una estatuilla. En una gala repleta de nostalgia y reconocimiento, Guillermo Francella fue el encargado de presentar la distinción, emocionando al público con sus palabras: “La Mary se estrenó el 8 de agosto de 1974 en las salas Porteña, Atlas y Callao. 50 años después, se convirtió en una película de culto. Fue y es una combinación perfecta de drama y romance, aunque algunos señalan también una somera crítica a la realidad social de aquel entonces...".